# Poe (программа)
Poe — платформа чат-ботов с искусственным интеллектом, разработанная Quora и запущенная в декабре 2022 года. Позволяет пользователям задавать вопросы и получать ответы от ряда ботов ИИ, созданных на основе больших языковых моделей (LLM), в том числе от разработчика ChatGPT OpenAI и других компаний, таких как Anthropic.

## История
Сокращенно от «Платформа для открытых исследований» (Platform for Open Exploration), Poe был впервые запущен на iOS 21 декабря 2022 года в виде приложения для обмена текстовыми сообщениями, которое позволяет пользователям общаться с ботами по отдельности. В то время он был доступен только по приглашению, прежде чем был открыт для публики 4 февраля 2023 года. Он стал доступен для настольных браузеров 4 марта 2023 года.